# Gianni Zanon
Gianni Zanon (Treviso, 3 marzo 1960) è un ex rugbista a 15 e allenatore di rugby a 15 italiano, in carriera attivo nel ruolo di terza linea ala del Benetton con il quale ha vinto quattro scudetti, tre come giocatore e poi uno da allenatore del club biancoverde. 45 volte internazionale per l'Italia, attualmente è coordinatore tecnico del settore giovanile del club trevigiano.

## Biografia
Cresciuto nel Tarvisium, club che vanta una solida scuola di rugbisti di interesse nazionale e internazionale come per esempio i fratelli Rino e Ivan Francescato, Zanon fu presto ingaggiato dalla più blasonata compagine cittadina.
Con il Benetton, a cui legò l'intera carriera agonistica, Zanon vinse tre campionati italiani e si mise in luce per la Nazionale, nella quale esordì in Coppa FIRA a Rovigo l'8 marzo 1981 contro la Francia A1, segnando l'unica meta della partita per l'Italia.
Il primo full international fu, sempre nello stesso torneo, un mese più tardi contro la Romania.
Fece parte della squadra che affrontò l'impegno nella I Coppa del Mondo di rugby, nel 1987 in Australia e Nuova Zelanda, scendendo in campo una volta, contro l'Argentina; quattro anni più tardi fu utilizzato anche per la Coppa del Mondo di rugby 1991 in Inghilterra, disputando due incontri, con Stati Uniti e Inghilterra.
Quella contro gli inglesi fu anche l'ultima partita in Nazionale di Zanon che, nel 1993, smise anche l'attività di club.
Divenuto allenatore nella stagione successiva, guidò lo stesso Benetton fino al 1997 in coppia con Oscar Collodo; in tale quadriennio giunse a tre finali-scudetto consecutive, tutte contro il Milan: le prime due (1995 e 1996) perse, la terza (1997) vinta.
Dal 1997 al 1999 allenò a Udine. Nel 2005 è diventato l'allenatore della seconda squadra del Benetton, passando negli anni successivi alla guida delle formazioni giovanili under 16 e under 20. Dal 2010 è coordinatore tecnico del settore giovanile.

## Palmarès

### Giocatore
- Campionati italiani: 3
Benetton: 1982-83, 1988-89, 1991-92

### Allenatore
- Campionati italiani: 1
Benetton: 1996-97